# Трабю, Луи Шарль
Луи́ Шарль Трабю́ (фр. Louis Charles Trabut; 1853—1929) — французский ботаник.

## Биография
Луи Трабю родился 12 июля 1853 года в городе Шамбери. В 1872 году получил степень бакалавра, после чего продолжил обучение в Училище медицины и фармации в Алжире. В 1878 году Трабю получил степень доктора медицины.
С 1879 по 1880 Трабю занимался врачеванием, затем стал профессором в Училище, которое в 1910 году было преобразовано в медицинский факультет Алжирского университета. До 1905 года он также работал в Госпитале Мустафы. С 1887 по 1923 Луи Шарль был директором Алжирского ботанического сада. В 1892 году Трабю был назначен директором Ботанической службы Алжира, в том же году он основал Алжирское сельскохозяйственное общество.
С 1876 года Трабю сотрудничал с ботаником Жюлем Эмилем Баттандье по изучению флоры Северной Африки.
23 апреля 1929 года Луи Шарль Трабю скончался.
Основной гербарий Трабю хранится в Алжирском университете (AL).

## Некоторые научные работы
- Battandier, J.A.; Trabut, L.C. (1884). Flore d'Alger. 211 p.
- Battandier, J.A.; Trabut, L.C. (1886—1920).Altas de la flore d'Alger. 78 p., 58 pl.
- Battandier, J.A.; Trabut, L.C.; Debray, F.G.; Flagey, C.; Petit, P.C.M. (1888—1897). Flore de l'Algérie. 3 vols.
- Trabut, L.C. (1889). Étude sur l'Halfa. 90 p.
- Trabut, L.C. (1891). Précis de botanique médicale. 699 p.
- Trabut, L.C.; Battandier, J.A. (1897). L'Algérie. 360 p.
- Trabut, L.C. (1900). L'Olivier. 80 p.
- Battandier, J.A.; Trabut, L.C. (1905). Flore analytique et synoptique de l'Algérie et de la Tunisie. 460 p.
- Trabut, L.C. (1935). Répertoire des noms indigènes des plantes dans le Nord d'Afrique. 355 p.

## Роды грибов, названные в честь Л. Ш. Трабю
- Trabutia Sacc. & Roum., 1881
- Trabutiella Theiss. & Syd., 1914 [= Phyllachora Nitschke ex Fuckel, 1870]
- Trabutiella F.Stevens, 1920, nom. illeg. [≡ Diatractium Syd. & P.Syd., 1921, nom. nov.]